# Hárslevelű
A hárslevelű (szlovákul lipovina, németül Lindenblättriger, franciául feuille de tilleul) a Kárpát-medence őshonos szőlőfajtája a Vitis vinifera convarietas pontica, subconvarietas balcanica ágából. Minőségi fehérborszőlő, hazai elterjedtségét tekintve a kilencedik leggyakoribb fajta.
Több magyar borvidéken – mátrai (Debrő), a somlói, az egri és a villányi borvidékeken – termelik, de leginkább a tokaji borvidék jellemző fajtája, ahol furminttal keverve a tokaji aszút állítják elő belőle. A Tokaji-hegység északi, szlovákiai részén és Dél-Afrikában szintén termelik.

## Jellemzői
Tőkéje erős növekedésű, ritka lombozatú, egyenletesen és bőven teremő. Levele ép, kerek; fürtje igen hosszú, laza szerkezetű; bogyói közepesen nagyok, gömbölyűek, vékony héjúak, lédúsak. Napos, száraz fekvésű dűlőkben jól aszúsodnak. Októberi érésű, szárazságra, téli fagyokra és rothadásra érzékeny fajta.
Száraz borként a hárslevelű sűrű, testes, zöldesarany színű, erős fűszer-, virágpor- és virágillatú ital.